# 相馬主計
相馬主计（そうま とのも，1843年—?）為新選組隊士。原名肇（はじめ)，新選組時代則名為主計（かずえ)。
在箱館戰爭中，新選組投降時，因為代替戰死的土方歲三擔任隊長並署名，因此也被稱為是新選組最後的隊長及局長。

## 經歴
為常陸国笠間藩藩士・船橋平八郎義方之子。據說出生於天保6年（1835年）或天保14年（1843年），但詳情不明。
慶應元年（1865年）脱藩，之後因為江戶幕府徵募步兵而加入。在第二次長州征伐時，駐紮於三津浦（現在愛媛縣松山市）。

### 新選組
長州征討軍解散後，加入新選組。但加入時期不明，不過鳥羽伏見之戰（慶應4年1月）時，已經入隊。之後在甲陽鎮撫隊中，就任局長付組頭，開始嶄露頭角。
近藤勇在流山向新政府軍投降，並且向板橋的總督府自首後，相馬攜帶幕府陸軍軍事方松濤權之丞的書狀，為了請求饒過近藤一命而前去板橋，但近藤這時已經遭到逮捕，相馬也被當作近藤的同夥而遭逮捕。4月25日，原本預計與近藤一起處刑，但在近藤的請求下，與一起被逮捕的野村利三郎一同被饒過一命，並交給笠間藩軟禁。
但相馬之後脫逃並參加彰義隊，並投入春日左衛門的支配下。在彰義隊瓦解後，與舊幕臣們一起轉戰到磐城方面，最後在仙台與新選組的上司・土方歲三再会。
在蝦夷共和国中，主要擔任箱館市中的巡邏工作。箱館戰爭中，由於土方戰死，在弁天台場的新選組隊士們讓相馬成為隊長，並讓他在投降書狀中署名，新選組的歷史也就此拉下終幕。然後依據高松凌雲的書簡記載，相馬就任隊長是在明治2年（1869年）5月15日。

### 明治以後
明治3年（1870年）10月10日，因為涉嫌暗殺伊東甲子太郎，被流放到伊豆新島。並寄身於大工棟梁・植村甚兵衛那邊，之後利用那裏開設私塾。並與甚兵衛的次女‧阿松結婚。
明治5年（1872年）被赦免，並與妻子一起移居到東京的「藏前」。翌年的明治6年（1873年），前往豐岡縣就任15職等的官員。明治7年（1874年）升職為14等，主要負責司法方面的勤務工作，明治8年（1875年）2月，突然遭到免職而因此回到東京。
回到東京後不久就死去。通説是自殺，他趁著妻子外出時切腹自殺。在妻子回來發現後，相馬嚴令妻子「不能對外說出去」，妻子也遵照他的指示而未透露出去，因此有關於他死亡的過程以及受供奉的菩提寺至今仍然不明。

## 有談到相馬的作品
- 『号外!!新選組カズエ』（吉川聰史，『週刊少年Champion』） - 是部設定成相馬主殿實際上是名女性的搞笑漫畫。
- 『北走新選組』（菅野文，『花與夢』）
- 廣播劇CD『新撰組北翔伝 晨星落落』-描述明治維新以後，北上的新撰組的故事。相馬是第三集的主角登。由浪川大輔配音。